# NGC 3265
NGC 3265 je eliptična galaktika u zviježđu Malom lavu.

## Vanjske poveznice
- (eng.) SEDS: NGC 3265
- (eng.) Revidirani Novi opći katalog
- (eng.) Izvangalaktička baza podataka NASA-e i IPAC-a
- (eng.) Astronomska baza podataka SIMBAD
- (eng.) VizieR